# Tropical Trouble
Tropical Trouble est un jeu de plateformes développé et édité par Imagic, sorti sur Intellivision, et Atari 2600 en 1983.

## Système de jeu
Réfugiés sur une île des mers du Sud après un naufrage, Clarence et Doris sont attaqués par un sauvage, Beach Bruiser, qui enlève Doris. Pour sauver sa dulcinée, Clarence se lance à leur poursuite à travers l'île, évitant les rochers, les serpents, la lave d'un volcan, et bien d'autres obstacles.

## Développement
Le jeu a été conçu comme une suite de Beauty and the Beast. Cela se ressent graphiquement : les sprites de Clarence et Bruiser sont quasiment les mêmes que ceux de leurs homologues respectifs Buford et Hank.
La programmation est assurée par Steve DeFrisco.
Les effets sonores sont de Dave Durran. La musique est un reprise de la Promenade des Tableaux d'une exposition de Modeste Moussorgski.

## Accueil
La revue italienne Videogiochi compare le jeu à une « version horizontale » de son prédécesseur, Beauty and the Beast, et estime que « tous ceux qui ont apprécié le premier ne peuvent s'empêcher d'aimer celui-ci aussi ». La rédaction apprécie la jouabilité « presque parfaite » du titre et son immédiateté ; elle regrette cependant les graphismes tout juste bons, dans l'ensemble, peut-être un peu décevants de la part d'Imagic.
Dans The Logical Gamer, Alan Bechtold qualifie également le jeu de « variante horizontale », avec des personnages virtuellement identiques, et le même concept de base. Lui et Mike Wilson trouvent cependant que derrière ces beaux graphismes se cache une jouabilité est assez difficile.
Todd Rogers, pour le magazine JoyStik, est quant à lui convaincu par les graphismes détaillés et le défi progressif du gameplay, et accorde la note maximale à Tropical Trouble.